# Wiesława Surażska
Wisła Surażska, właśc. Wiesława Edwarda Surażska (ur. 1947, zm. 25 września 2005), polska ekonomistka, politolog.
W latach 80. związana z antykomunistyczną opozycją, była ekspertem „Solidarności” na Dolnym Śląsku. W czasie stanu wojennego była dwukrotnie internowana, pod koniec lat 80. i w latach 90. pracowała na uniwersytetach w Norwegii, USA i Włoszech. Obroniła doktorat z ekonomii na Politechnice Wrocławskiej.
W 1998 założyła Centrum Badań Regionalnych w Warszawie. Była autorką wielu rankingów (Złota Setka Samorządów, Wielki Ranking Miast) i ekspertyz, w tym dla instytucji międzynarodowych (Bank Światowy, OECD). Przygotowała do wydania m.in. publikację Bal u burmistrza. Pamiętniki wójtów i burmistrzów pierwszej kadencji demokratycznego samorządu. W 2004 kandydowała w Warszawie do Parlamentu Europejskiego, a w 2005 do Sejmu RP z ramienia Platformy Obywatelskiej; zmarła dzień przed wyborami we wrześniu 2005.